# Menzi Dlamini
Menzi Dlamini (* 21. Februar 1971) ist ein ehemaliger eswatinischer Sprinter. Er trat zwischen 1999 und 2007 bei internationalen Wettkämpfen an. Er war spezialisiert auf den 200-Meter-Lauf.
Er trat bei den Olympischen Sommerspielen 2004 in Athen im Wettkampf über 200 m an. Er kam in den Vorläufen auf Platz sieben. Bei der Abschlussfeier der Spiele durfte er als Flaggenträger seines Landes antreten.